# Lasiotrichius succinctus
Lasiotrichius succinctus är en skalbaggsart som beskrevs av Peter Simon Pallas 1781. Lasiotrichius succinctus ingår i släktet Lasiotrichius och familjen Cetoniidae.

## Underarter
Arten delas in i följande underarter:
- L. s. tokushimus
- L. s. hanaoi
- L. s. formosanus